# Provinciale Statenverkiezingen 1916
De Provinciale Statenverkiezingen 1916 waren Nederlandse verkiezingen die in juni 1916 werden gehouden voor de leden van Provinciale Staten in elf provincies. In Gelderland, Groningen en Noord-Brabant werden de verkiezingen gehouden op 14 juni, in Friesland, Overijssel, Utrecht en Zuid-Holland op 15 juni, in Drenthe, Limburg en Zeeland op 16 juni en in Noord-Holland op 19 juni.
Deze verkiezingen waren de laatste verkiezingen voor Provinciale Staten waarbij het districtenstelsel van toepassing was. Door een wijziging van de Grondwet in 1917 werd vanaf de verkiezingen in 1919 het stelsel van evenredige vertegenwoordiging gehanteerd.

## Uitslagen

### Landelijk overzicht
| Zetelverdeling Provinciale Staten      | Zetelverdeling Provinciale Staten | Zetelverdeling Provinciale Staten | Zetelverdeling Provinciale Staten |
| Partij                                 | 1913                              | 1916                              | verschil                          |
| -------------------------------------- | --------------------------------- | --------------------------------- | --------------------------------- |
| Algemeene Bond van RK-kiesverenigingen | 167                               | 170                               | +3                                |
| Liberale Unie                          | 195                               | 169                               | -26                               |
| Anti-Revolutionaire Partij             | 105                               | 99                                | -6                                |
| Sociaal-Democratische Arbeiderspartij  | 44                                | 70                                | +26                               |
| Christelijk-Historische Unie           | 35                                | 42                                | +7                                |
| Vrijzinnig-Democratische Bond          | 42                                | 40                                | -2                                |
| overig                                 | 2                                 | -                                 | -2                                |
| totaal                                 | 590                               | 590                               | 0                                 |

### Uitslagen per provincie naar partij
| Groningen     | 0   | 20  | 3  | 12 | 1  | 9  | 45  |
| Friesland     | 2   | 7   | 9  | 20 | 9  | 3  | 50  |
| Drenthe       | 0   | 27  | 1  | 2  | 1  | 4  | 35  |
| Overijssel    | 9   | 19  | 9  | 4  | 5  | 1  | 47  |
| Gelderland    | 20  | 22  | 11 | 0  | 4  | 5  | 62  |
| Utrecht       | 10  | 6   | 13 | 1  | 9  | 2  | 41  |
| Noord-Holland | 7   | 24  | 9  | 21 | 6  | 10 | 77  |
| Zuid-Holland  | 10  | 25  | 27 | 10 | 7  | 3  | 82  |
| Zeeland       | 7   | 16  | 16 | 0  | 0  | 3  | 42  |
| Noord-Brabant | 60  | 3   | 1  | 0  | 0  | 0  | 64  |
| Limburg       | 45  | 0   | 0  | 0  | 0  | 0  | 45  |
| totaal        | 170 | 169 | 99 | 70 | 42 | 40 | 590 |

## Eerste Kamerverkiezingen
De leden van Provinciale Staten kozen op 11 juli 1916 bij Eerste Kamerverkiezingen in tien kiesgroepen 17 nieuwe leden van de Eerste Kamer.
De leden van Provinciale Staten kozen op 14 juni 1917 in elf kiesgroepen naar provincie een geheel nieuwe Eerste Kamer.
Provinciale Statenverkiezingen zijn daarmee behalve provinciaal ook nationaal van belang.
1910 · 
1913 · 
1916 · 
1919 · 
1923 · 
1927 · 
1931 · 
1935 · 
1939 · 
1946 · 
1950 · 
1954 · 
1958 · 
1962 · 
1966 · 
1970 · 
1974 · 
1978 · 
1982 · 
1985 · 
1987 · 
1991 · 
1995 · 
1999 · 
2003 · 
2007 · 
2011 · 
2015 · 
2019 · 
2023